# La Religión socorrida por España
La Religión socorrida por España es una pintura de tema alegórico, realizada al óleo sobre lienzo por Tiziano. Está datada entre 1572 y 1575 y se encuentra en el Museo del Prado de Madrid.

## Historia y descripción
Tras el éxito de Felipe II en la batalla de Lepanto (1571) Tiziano quiso agasajar al rey español, su mejor cliente, con una pintura que aludía de forma alegórica a esta victoria naval y que principalmente ensalzaba a España como defensora del catolicismo. Sin mediar encargo del monarca, Tiziano realizó la obra tomando como base un diseño anterior y la envió a Madrid en 1575 junto con otra pintura: Felipe II ofrece al cielo al infante don Fernando (Museo del Prado).
Esta obra es una alegoría: representa ideas abstractas mediante personajes caracterizados con ropajes y accesorios simbólicos. Así, la religión católica es representada a la derecha como una joven desvalida, solo cubierta con una tela azul e identificada por un crucifijo y un cáliz junto a ella, y España (que acude en su rescate) adopta la forma de una matrona con coraza que porta una lanza en la que flamea un estandarte de la victoria. Este personaje simboliza claramente a España porque sostiene con su mano derecha el escudo de armas de Felipe II. Le sigue otra figura femenina con una espada, posible alegoría de la Fortaleza. Navegando al fondo se vislumbra un personaje con turbante, que encarna al Imperio otomano derrotado en Lepanto.
El diseño general de esta escena es muy anterior, de la década de 1530, cuando Tiziano compuso una escena de mitología para Alfonso I de Este desaparecida actualmente. Dicha obra hubo de representar a Minerva ante el Vicio o Diana y Calisto, y quedó inacabada en 1534 por fallecimiento del duque Alfonso. El pintor e historiador Giorgio Vasari visitó el taller de Tiziano en 1566 y describió el cuadro como aún inconcluso. Muy poco después (1566-67) Tiziano remitió al emperador Maximiliano II un lienzo de diseño similar, La Religión socorrida por el Imperio, que no se conserva, pero que se conoce por un grabado realizado en 1568 por Giulio Fontana. En él vemos que la Religión es auxiliada por el Imperio germánico que entonces gobernaba Maximiliano. Al tratarse de un diseño anterior a la batalla de Lepanto, su mensaje no era tan belicoso: el Imperio portaba una banderola, en lugar de la lanza, y acudía trayendo de la mano a la Paz (con una rama de olivo). El personaje navegando al fondo no era turco, sino la diosa Anfítrite.

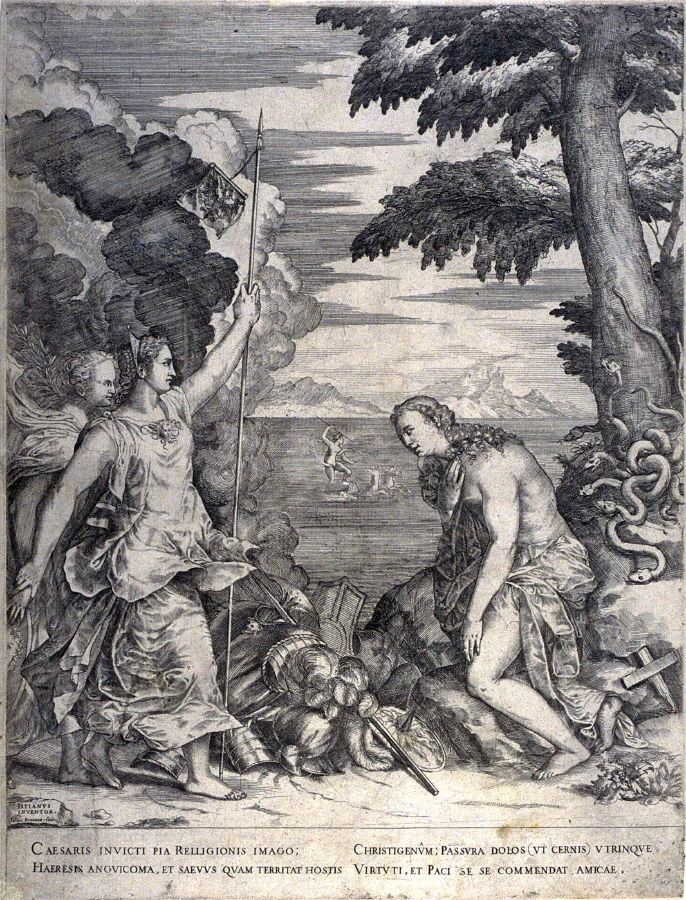
Giulio Fontana según Tiziano: La Religión socorrida por el Imperio, aguafuerte y buril. Fine Arts Museums of San Francisco.

Durante largo tiempo se pensó que Tiziano había reutilizado el lienzo de 1534 para la versión del Prado, retocando los elementos necesarios para adaptar el tema mitológico al religioso que vemos hoy, pero las radiografías practicadas a la obra no desvelan repintes. Ahora se supone que hubo de ser la versión de Maximiliano II, anterior, la que se pintó tomando como base el cuadro mitológico inacabado; aunque, al no subsistir, es imposible de confirmar.
Otra versión, con algunas variantes y de autoría no segura, se halla en el Palazzo Doria-Pamphili de Roma. Según algunos estudiosos, refleja un paso intermedio entre la versión perdida de Maximiliano II y la de Felipe II conservada en el Prado.